# CD-TEXT
CD-TEXT（シーディー-テキスト）とは、コンパクトディスク（CD）にいろいろな文字情報などを書き込んだもの。また、書き込んであるもののことをいう。

## 概要
ソニーによって開発され、1996年にRed Bookに規定されたCDの規格の一つで、収録楽曲についての文字情報を提供することを目的としている。複数の言語に対応している。
最大6000バイト分の文字情報が記録可能である。日本語では、いわゆる半角文字で6000字、いわゆる全角文字で3000字が記録できる。
CD-TEXTに対応したCDプレーヤーでも、古い機器では半角以外の文字（漢字や平仮名などのマルチバイト文字）は適切な文字情報を得られない。また近年の機器であっても安価なグレードのカーCDチューナーやFM対応カーCDチェンジャーなどではマルチバイト非対応が多い。現在は多数のオーディオプレイヤーが全角文字に対応している。